# Камоапа
Камоа́па (исп. Camoapa) — город и муниципалитет в центральной части Никарагуа, на территории департамента Боако.

## История
Камоапа была основана 23 августа 1858 года. Получила статус города 2 марта 1926 года.

## Географическое положение
Расположен на востоке центральной части департамента, в 114 км от столицы страны, города Манагуа. Абсолютная высота — 551 метр над уровнем моря.

## Население
По данным на 2013 год численность населения города составляет 16 248 человек.
Динамика численности населения города по годам:
| 1971  | 1995   | 2000   | 2005   | 2013   |
| ----- | ------ | ------ | ------ | ------ |
| 4 485 | 11 110 | 14 396 | 13 995 | 16 248 |

## Экономика
Экономика города основана главным образом на сельском хозяйстве, которое представлено преимущественно животноводством.